# Predsjednici hrvatskog Sabora u Jugoslaviji
Ovo je popis predsjednika hrvatskoga Sabora u socijalističkoj Jugoslaviji odnosno predsjednika Predsjedništva Socijalističke Republike Hrvatske.
| Predsjednici Prezidija Sabora NR Hrvatske.              |           |                          |                           |
| Ime i prezime                                           | Narodnost | Nadnevak početka mandata | Nadnevak svršetka mandata |
| Vladimir Nazor                                          | Hrvat     | 1945.                    | 1949.                     |
| Karlo Mrazović                                          | Hrvat     | 15. listopada 1949.      | 1952.                     |
| Vicko Krstulović                                        | Hrvat     | 1952.                    | veljača 1953.             |
| Predsjednici Sabora NR Hrvatske (od 1953. SR Hrvatske). |           |                          |                           |
| Ime i prezime                                           | Narodnost | Nadnevak početka mandata | Nadnevak svršetka mandata |
| Zlatan Sremec                                           | Hrvat     | veljača 1953.            | prosinac 1953.            |
| Vladimir Bakarić                                        | Hrvat     | prosinac 1953.           | 1963.                     |
| Ivan Krajačić                                           | Hrvat     | 1963.                    | 1967.                     |
| Jakov Blažević                                          | Hrvat     | 1967.                    | 8. svibnja 1974.          |
| Predsjednici Predsjedništva SR Hrvatske.                |           |                          |                           |
| Ime i prezime                                           | Narodnost | Nadnevak početka mandata | Nadnevak svršetka mandata |
| Jakov Blažević                                          | Hrvat     | 8. svibnja 1974.         | 1982.                     |
| Marijan Cvetković                                       | Hrvat     | 1982.                    | 10. svibnja 1983.         |
| Milutin Baltić                                          | Srbin     | 10. svibnja 1983.        | 10. svibnja 1984.         |
| Jakša Petrić                                            | Hrvat     | 10. svibnja 1984.        | 10. svibnja 1985.         |
| Pero Car                                                | Hrvat     | 10. svibnja 1985.        | 20. studenog 1985.        |
| Ema Derossi-Bjelajac                                    | Hrvat     | 20. studenog 1985.       | 10. svibnja 1986.         |
| Ante Marković                                           | Hrvat     | 10. svibnja 1986.        | svibanj 1988.             |
| Ivo Latin                                               | Hrvat     | svibanj 1988.            | 30. svibnja 1990.         |
| Franjo Tuđman                                           | Hrvat     | 30. svibnja 1990.        | 25. srpnja 1990.          |